# Nicolas de La Grotte
Nicolas de La Grotte (né vers 1530 et mort vers 1600) est un compositeur, organiste et joueur d’épinette actif en France dans la seconde moitié du XVIe siècle.

## Biographie
Il apparait en 1557, comme organiste et joueur d’épinette attaché au roi de Navarre Antoine de Bourbon, à Pau. Il se marie en octobre 1558 avec Marie Sypran et réside à Paris, quoique toujours attaché à la cour de Navarre. Il est encore cité en 1560 comme organiste aux gages de 200 lt.
En 1562, à la mort d’Antoine de Bourbon, il passe au service de Henri de Valois, duc d’Anjou, où il rejoint les organistes Guillaume Costeley et Jean Dugué, qui travaillaient déjà sous Charles IX. En 1568, 300 lt lui sont payées pour ses gages et pour l’entretien du serviteur qui porte son épinette. En 1571-1572, il est cité comme organiste, en remplacement de Jacques Le Vacher, aux mêmes gages. À Paris, de nombreuses transactions immobilières ou locatives qu’il signe de son nom laissent paraître une certaine aisance financière. À titre d’exemple, le 12 novembre 1576, il loue pour 4 ans à Marcel de Lours, avocat au Parlement, une maison sise rue des Noyers moyennant 160 lt de loyer annuel.
L’accession au trône de Henri de Valois en 1574, sous le nom de Henri III, est l’occasion pour lui d’accéder à un office de valet de chambre et organiste ordinaire du roi. Ses gages passent à 240 lt par an. Il est possible qu’il ait accompagné Henri III dans son voyage d’accession au trône de Pologne, en 1574. Il reste au service de Henri III jusqu’en 1589, comme organiste ou joueur d’épinette, aux mêmes gages de 240 lt (soit 80 écus).
Il est présent avec Claude Le Jeune aux festivités du mariage du duc Anne de Joyeuse en septembre et octobre 1581 (durant lesquelles est donné le fameux Ballet comique de la reine). C'est probablement en considération de ses services qu'il reçoit, conjointement avec Claude Le Jeune, un don de 600 écus (soit 1800 lt) en janvier 1582 . En 1584 il est cité comme essayant le nouvel orgue de la paroisse royale de Saint-Germain-l’Auxerrois à Paris. Le 23 septembre 1587, il sollicite le roi pour, avec Nicolas Delinet, recueillir les biens de E. Lancquier, en droit d’aubaine, et entre 1585 et 1589 acquiert à quinze reprises des terres dans la région de Corbeil, au sud de Paris, signe d’une aisance financière encore accrue.
On ne sait encore que peu de choses de son état civil ni de sa famille, hormis son mariage.

### Témoignages
La Croix du Maine, dans sa Bibliothèque française, donne un témoignage développé du jeu de La Grotte : 
Car tous ceux qui ont eu cet heur, de l’ouir jouer de l’épinette, & sur les orgues & autres instrumens de musique, témoigneront avec moi, qu’il est bien difficile d’en trouver un en notre siècle, qui soit plus parfait & accompli en cet art, & suis en doute s’il s’en trouvera jamais un qui le passe en douceur de jeu, en délicatesse de main, & profondité de musique, & connoissance de son art, & qui puisse donner un si bel air, & son agréable à son jeu, comme il fait, sans vouloir ici ôter l’honneur dû à ceux qui excellent en cette science. Si ce que je viens de dire n’est véritable, & trouvé tel des autres, je dirai qu’ils sont jaloux de lui, pour ses perfections, ou bien incapables d’en donner leur jugement. Il florit à Paris cette année 1584.

## Œuvre

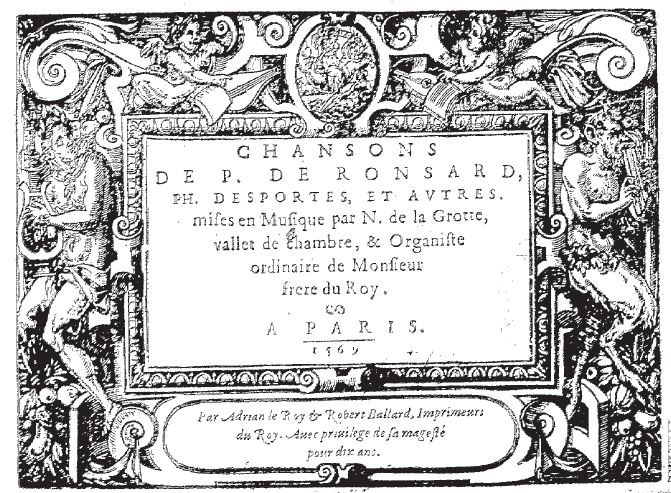
Page de titre des Chansons de Nicolas de La Grotte (Paris 1569). BnF Gallica.

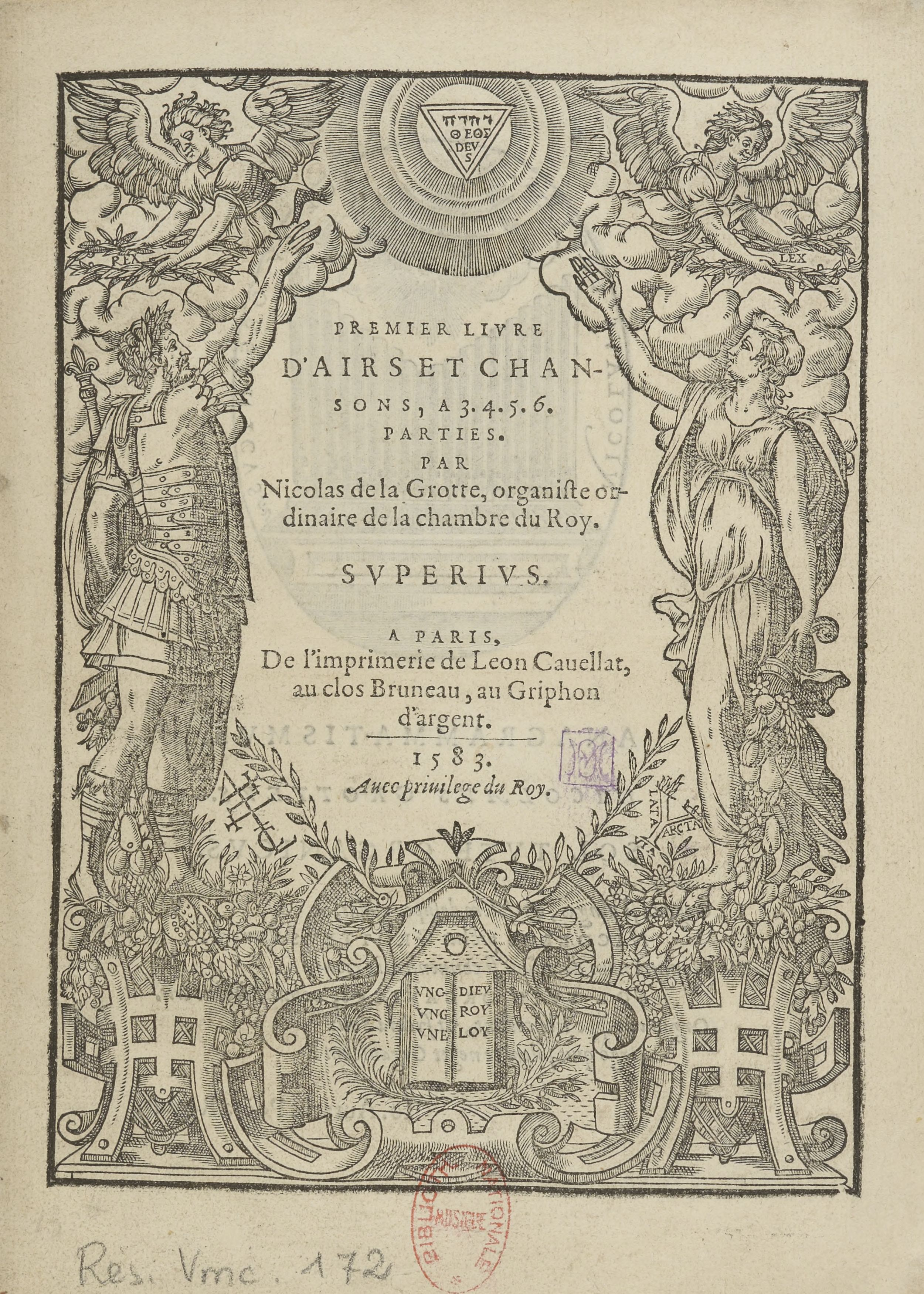
Page de titre des Airs et chansons de Nicolas de La Grotte (Paris, 1583). BnF Gallica.

### Musique vocale profane
- Chansons de P. de Ronsard, Ph. Desportes et autres, mises en musique par Nicolas de la Grotte, vallet de chambre, & organiste ordinaire de Monsieur frère du Roy. – Paris : Adrian Le Roy et Robert Ballard, 1569.

Lesure 1955 n° 132, RISM LL 242a. Contient 16 chansons à 4 voix. Recueil réédité avec des remaniements en 1570 (n° 140), en 1572 avec deux chansons ajoutées (n° 162), en 1573 (n° 170), en 1575 (n° 186) et en 1580 (n° 239). Recueil publié dans The Sixteenth-century chanson, vol. XV (1992). Toutes les chansons de 1569 sauf la dernière sont reprises dans le Livre d'airs de cour miz sur le luth par Adrian Le Roy (Paris, idem, 1571).
Ces chansons annoncent l’avénement de la forme de l’air, dans laquelle la voix supérieure chante une mélodie que les vois inférieures ne font qu’accompagner en donnant la base harmonique. Leur réarrangement presque complet pour voix et luth par Le Roy deux ans plus tard, parait donc assez naturel.
- Premier livre d'airs et chansons à 3, 4, 5, 6 parties, par Nicolas de La Grotte organiste ordinaire de la Chambre du Roy. - Paris : Léon Cavellat, 1583.

RISM L 246. Contient 28 chansons. Plusieurs pièces liminaires latines sont signées par le poète royal Jean Dorat, certaines traduites en français par La Grotte lui-même. Dorat expose son anagramme « Tu sol organicus », composé à partir de son nom latinisé Nicolaus Grotus.
La manière dont il met quelques vers en musique annonce la musique mesurée à l’antique, préconisée dans le cercle de Jean-Antoine de Baïf. Ce recueil utilise de vers de Baïf et de Rémi Belleau, Philippe Desportes, Guillaume Guéroult et Joachim du Bellay.
- Une chanson à 4 voix. est signée « N. la Grotte » dans le recueil 156917.
- 55 chansons et un canon, de 3 à 6 voix, sont signées « Nicolas » dans divers recueils publiés de 1559 à 1578, tous publiés chez Le Roy et Ballard, et peuvent, compte tenu de la chronologie, lui être attribuées avec plus de probabilité qu’a Nicolas Millot, Nicolas Gombert ou Guillaume Nicolas[15]. Leur style est moins novateur, en ce sens qu’elles empruntent moins à la forme de l’air. Elles mettent en musique des poètes de la Pléiade autant que des poètes plus anciens, tels Clément Marot ou Guillaume Guéroult. Elles sont publiées dans The Sixteenth-century chanson, vol. XX (1991).

### Musique instrumentale
- Une fantaisie pour clavier à 4 parties sur le madrigal Ancor che col partire de Cipriano de Rore. Wien ÖNB : Cod. 10110, f. 32r-33v. Publiée par Frank Dobbins, Le concert des voix et des instruments à la Renaissance, Tours, 1991, p.573–574.
- Courante pour le luth, dans le recueil de Jean-Baptiste Besard (RISM 1617).